# (13677) Alvin
(13677) Alvin ist ein Asteroid des Hauptgürtels, der am 2. Juli 1997 von Astronomen der Spacewatch am Kitt-Peak-Nationalobservatorium (IAU-Code 691) in Arizona entdeckt wurde.
Der Asteroid wurde am 14. Juni 2003 nach dem US-amerikanischen Tiefsee-U-Boot Alvin benannt, das mit einer maximalen Tauchtiefe von 4.500 Meter am 5. Juni 1964 in Dienst gestellt wurde. Zu seinen spektakulärsten Einsätzen zählen die Suche nach einer Wasserstoffbombe, die im Januar 1966 beim Palomares-Zwischenfall verloren gegangen war, die Erkundung der Titanic im Jahre 1986 sowie 1977 die Entdeckung der Schwarzen Raucher (englisch Black Smoker) vor den Galapagosinseln.